# Anton Doubrovine
Anton Sergueïevitch Doubrovine (en russe : Антон Сергеевич Дубровин) est un joueur russe de volley-ball né le 27 juin 1984. Il mesure 1,96 m et joue passeur.

## Clubs
| Club                   | De        | À         |
| ---------------------- | --------- | --------- |
| Prikame Perm           | 2007-2008 | 2008-2009 |
| VK Tioumen             | 2009-2010 | 2009-2010 |
| Lokomotiv Novossibirsk | 2010-2011 | 2011-2012 |
| VK Kouzbass Kemerovo   | 2012-2013 | 2012-2013 |
| Dinamo Moscou          | 2013-2014 | ...       |

## Palmarès
- Coupe de Russie (1)
  - Vainqueur : 2011